# 関市立倉知小学校
関市立倉知小学校（せきしりつ くらちしょうがっこう）とは、岐阜県関市にある公立小学校。

## 通学区域
- 通学区域は、倉知（津保川以北の大部分）、段下、巾1-3丁目、新田、馬場出、十六所の一部、緑町2丁目の一部、東福野町、中福野町、栄町3丁目の一部、栄町4・5丁目、北福野町1丁目、西福野町1・2丁目、雄飛ケ丘、山王通1丁目、山王通西、十三塚町、十三塚南、十三塚北、小瀬の一部、力山の一部などであり、公立中学校の進学先は関市立緑ヶ丘中学校である[1]。

## 沿革
- 1873年（明治6年）6月 - 武儀郡倉知村に開校。聴松寺を仮校舎とする。
- 1875年（明治8年） - 民家（旧・藩主の家）を購入し、校舎とする。
- 1886年（明治19年） - 倉知尋常小学校に改称する。
- 1887年（明治20年）
  - 4月 - 簡易科を設置する。
  - 7月 -  桐谷地区が関町から倉知村に編入される。桐谷地区に倉知尋常小学校桐谷分教場を設置する。
- 1890年（明治23年） - 簡易科を廃止。
- 1891年（明治24年）10月28日 - 濃尾地震により校舎が全壊し、休校。
- 1892年（明治25年）5月 - 慈照庵を仮校舎とし、授業を再開。
- 1894年（明治27年） - 校舎を新築する。
- 1902年（明治35年） - 桐谷分教場が移転する。
- 1907年（明治40年）3月 - 桐谷分教場を廃止。
- 1911年（明治44年） - 校舎を新築する。
- 1914年（大正3年）4月1日 - 倉知農業補習学校を併設する。
- 1926年（大正15年） - 倉知村青年訓練所を併設する。
- 1941年（昭和16年）4月1日 - 倉知国民学校に改称する。
- 1943年（昭和18年）10月1日 - 倉知村が関町に編入される。
- 1947年（昭和22年）4月1日 - 関町立倉知小学校に改称する。
- 1948年（昭和23年）12月 - 校舎を増築する。
- 1950年（昭和25年）10月15日 - 関町が市制施行し関市となる。同時に関市立倉知小学校に改称する。
- 1953年（昭和28年）5月 - 校舎を増築する。
- 1966年（昭和41年） - プールが完成。
- 1967年（昭和42年）11月 - 向山学園の小学部（現・岐阜県立ひまわりの丘第一学園[2]）を倉知小学校分教室として発足。
- 1973年（昭和48年）4月 - 現在地に校舎を新築（鉄筋コンクリート造3階建）し、移転。
- 1974年（昭和49年）4月 - 校舎を増築。
- 1978年（昭和53年）5月 - 校舎を増築。体育館が完成。
- 1986年（昭和61年）4月 - 津保川以南の校区とする関市立南ヶ丘小学校を分離。

## 交通
- 岐阜バス倉知線[3]「久郷」バス停下車、徒歩3分。